# Cyclomedusa
Cyclomedusa é um fóssil circular da Biota Ediacarana. Ele tem uma protuberância circular no meio e até cinco cristas de crescimento circulares ao seu redor. Muitos espécimes são pequenos, mas espécimes com mais de 20 cm são conhecidos. Os discos concêntricos não são necessariamente circulares, especialmente quando indivíduos adjacentes interferem no crescimento uns dos outros. Muitas linhas de segmento radial - um tanto parecidas comum abacaxi - estendem-se pelos discos externos. Alguns espécimes mostram o que pode ser uma haste se estendendo do centro em uma direção ou outra.

## Distribuição
Cyclomedusa é conhecida a partir de leitos Neoproterozóicos em Ediacara (Austrália), Finnmark (Noruega), Floresta Charnwood (Inglaterra), Olenek (Rússia), Norte da China,Terra Nova, Noroeste do Canadá, Podólia (Ucrânia), Montes Urais (Rússia), o Branco Sea (Rússia) e Sonora (México). É considerado um membro da biota Ediacarana - um grupo de organismos um tanto obscuros que prosperaram pouco antes do aparecimento da maioria dos modernos filos multicelulares de animais. Cyclomedusa não tem parentes conhecidos.
Cyclomedusa é amplamente distribuída nos estratos do Ediacarano, com uma série de espécies descritas. Também foi encontrado em sedimentos que datam do período Neoproteroico (1.000 milhões de anos atrás). Cyclomedusa foi originalmente pensada como  uma água-viva, mas alguns espécimes parecem ser distorcidos para acomodar espécimes adjacentes no substrato, aparentemente indicando uma criatura bentônica (que vive no fundo). As marcas não correspondem ao padrão de musculatura das águas-vivas modernas. Os fósseis foram reconhecidos para representar um holdfast para alguma forma stalked - possivelmente um octacoral, ou algo totalmente diferente. Alternativamente, foi pensado que as espécies descritas realmente representam diferentes modos de preservação para um organismo ou que vários organismos diferentes foram agrupados sob um nome como um táxon de forma.

## Percepção atual
Agora é sugerido que Cyclomedusa foi uma colônia microbiana. D. Grazhdankin reinterpreta os anéis concêntricos e estruturas radiais como comparáveis aos vistos em colônias microbianas modernas expostas a condições ambientais homogeneamente distribuídas.